# Hotel Royal w Krakowie
Hotel Royal – hotel w Krakowie na Starym Mieście, znajdujący się przy ul. św. Gertrudy 26–29.
Hotel zajmuje cztery zabytkowe kamienice; najstarsza z nich – XIX-wieczna – została zbudowana w stylu secesyjnym. Przed II wojną światową w każdej z kamienic znajdował się inny hotel: Royal, Union, City i Garnizonowy. W okresie II wojny światowej zamieszkiwali tutaj żołnierze niemieccy, po wojnie do 1954 roku mieściło się Dowództwo Krakowskiego Okręgu Wojskowego, następnie kasyno i hotel garnizonowy.
Hotel gościł wiele znamienitych osobistości, między innymi prezydentów i premierów Rzeczypospolitej. Gośćmi były również głowy innych państw.
Obecnie, do dyspozycji gości hotel oddaje 99 pokoi, w tym stylowe apartamenty z widokiem na Wawel,  a także sale konferencyjne, restaurację i kawiarnię. Hotel oferuje swoje usługi w standardzie trzech gwiazdek.

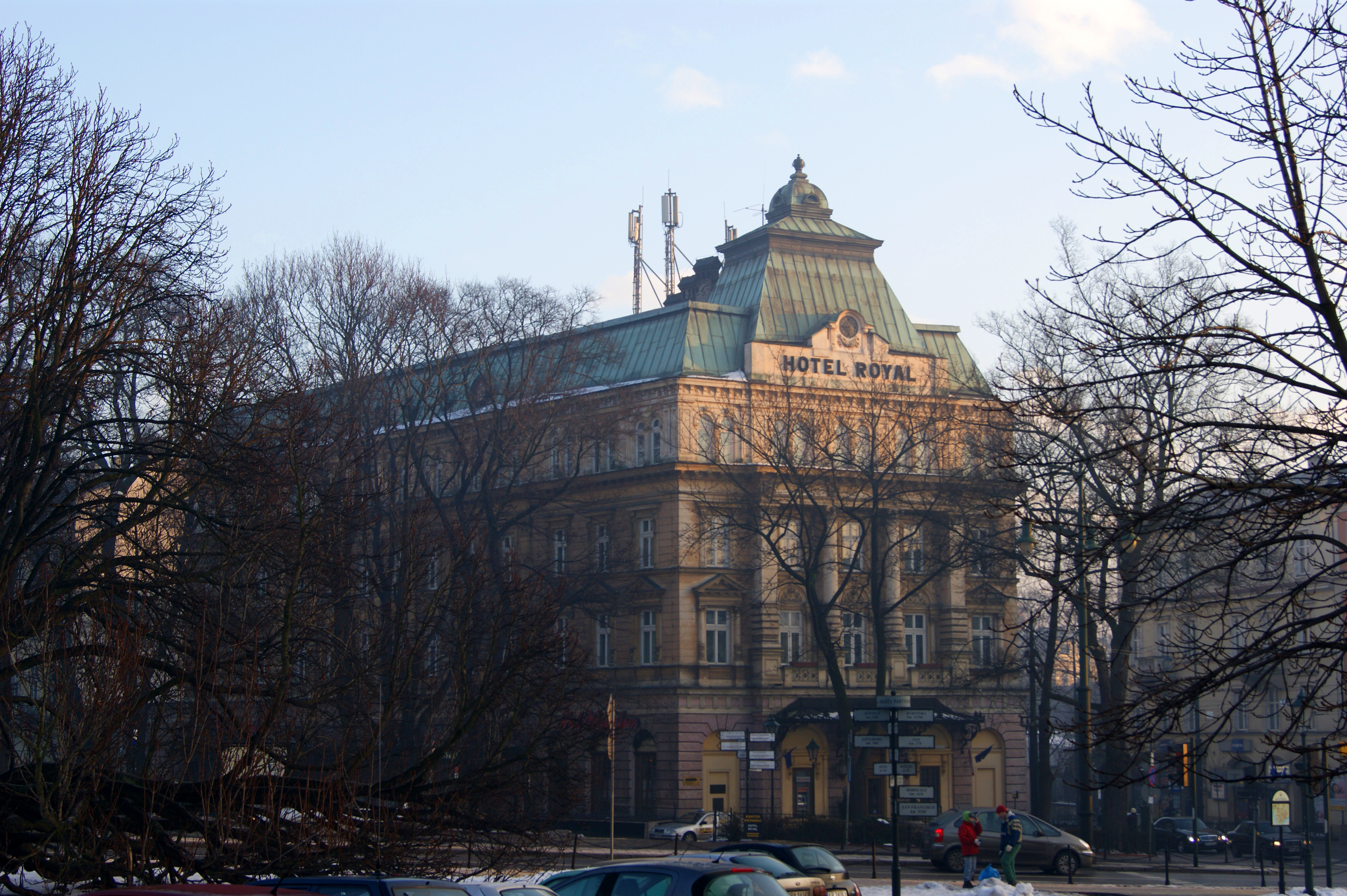
Hotel Royal (2010)
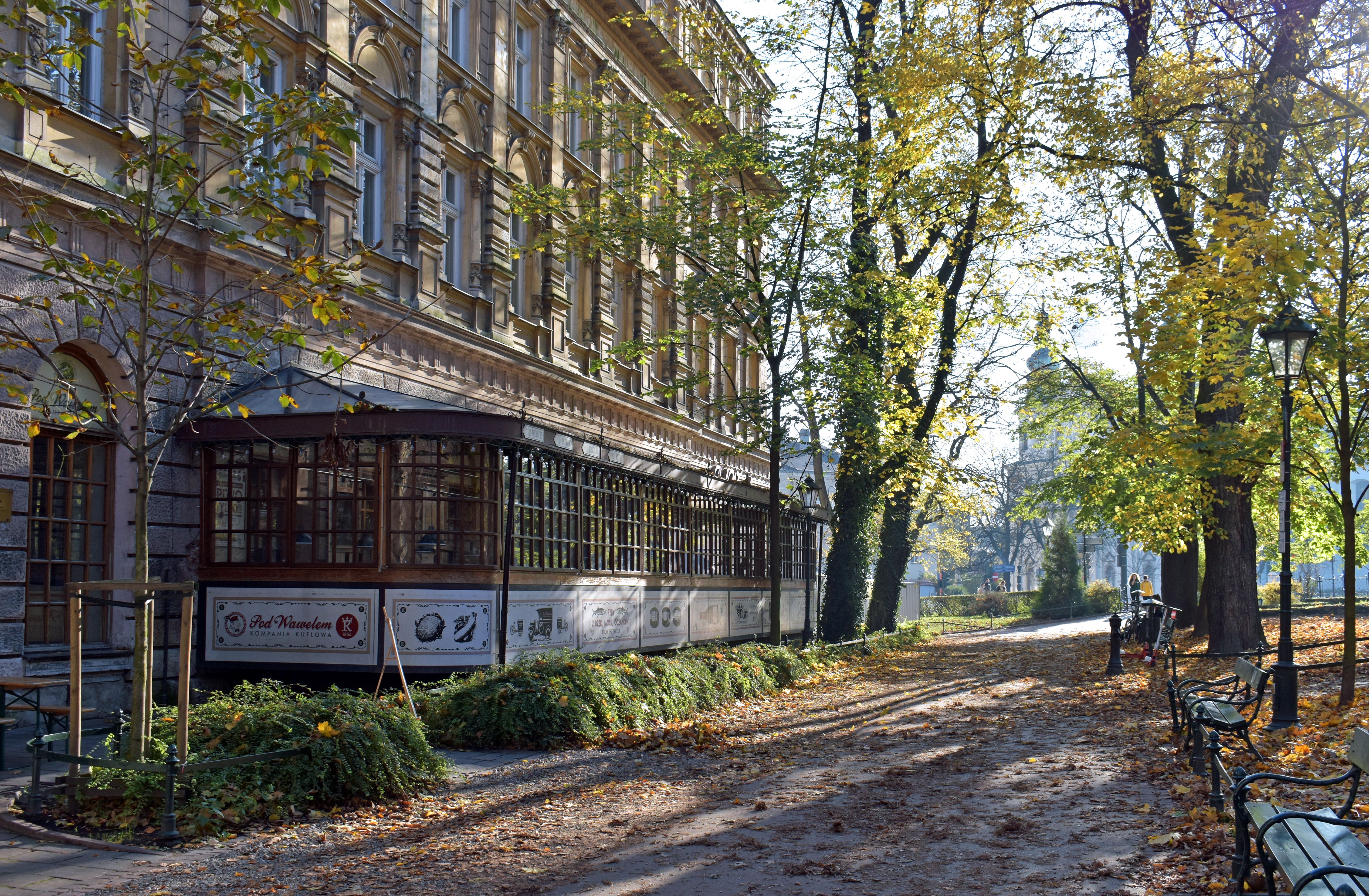
Restauracja hotelowa widziana z Plant
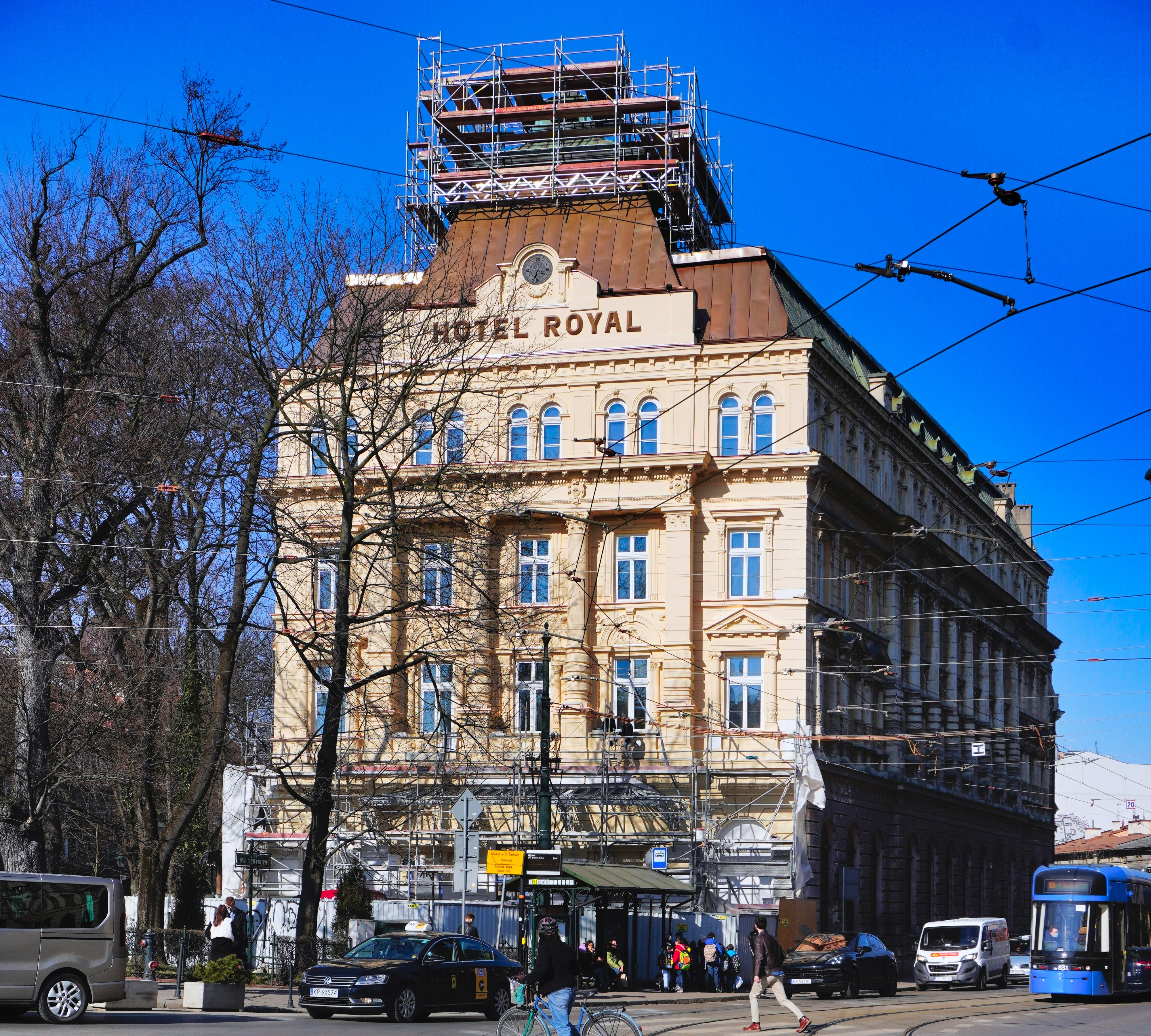
Remont hotelu (2022)